# Isla Pamban
Pamban también conocida como Rameswaram (en tamil: பாம்பன் தீவு Pāmpaṉ),  es una isla ubicada entre la India continental y Sri Lanka. La isla es parte de la India y pertenece a la jurisdicción del Distrito Ramanathapuram del estado de Tamil Nadú. La ciudad principal de la isla es Rameswaram (que posee uno de los templos más famosos de la India).

## Ubicación y superficie
La cadena formada por Pamban, los bancos de Puente de Adán, y la isla de Mannar de Sri Lanka separada de la bahía de Palk y el estrecho de Palk en el noreste del golfo de Mannar en el suroeste. Pamban se extiende por poco menos de 30 kilómetros de ancho desde el municipio de Pamban en el oeste hasta la aldea de Dhanushkodi, en el extremo sureste. El ancho de la isla es de 2 kilómetros en el promontorio Dhanushkodi a 7 kilómetros cerca de Rameswaram. 

## Clima
La isla fue arrasada por el ciclón de Rameswaram de 1964 que destruyó la aldea de Dhanushkodi y causó más de 2000 muertos.